# ستيف ديفيز (لاعب كرة قدم)
ستيف ديفيز (بالإنجليزية: Steve Davies)‏ (16 يوليو 1960 بليفربول في المملكة المتحدة - ) هو لاعب كرة قدم بريطاني في مركز الوسط. لعب مع بورت فايل ونورثويتش فيكتوريا ونادي ألترينتشام وSouth Liverpool F.C. ‏.

## وصلات خارجية
- ستيف ديفيز على موقع قاعدة بيانات كرة القدم.إي يو (الإنجليزية)